# Куросіо (1940)
Куросіо (Kuroshio, яп. 黒潮) — ескадрений міноносець Імперського флоту Японії, який брав участь у Другій світовій війні.
Корабель, який став другим (за датою закладання) серед есмінців типу «Кагеро», спорудили у 1940 році на корабельні Fujinagata Shipyards.
На момент вступу Японії до Другої світової війни Куросіо належав до 15-ї дивізії ескадрених міноносців. 1 грудня 1941-го дивізія прибула з Японії до Палау (важлива база на заході Каролінських островів), а 6 грудня її есмінці вийшли звідси для прикриття легкого авіаносця «Рюдзьо», який в день нападу на Перл-Гарбор здійснив рейд на Давао (південне узбережжя філіппінського острова Мінданао). 10—11 грудня Куросіо разом зі ще одним есмінцем 15-ї дивізії прикривав мінний загороджувач «Іцукусіма», який здійснив постановку мін у протоці Сан-Бернардіно (веде зі внутрішніх морів Філіппін до Філіппінського моря між островами Лусон та Самар).
12 грудня 1941-го разом з іншими есмінцями своєї дивізії Куросіо приєднався до прикриття конвою з Палау, який цього дня висадив десант на південно-східному завершенні острова Лусон у Легаспі (японське командування запланувало кілька допоміжних десантів на Філіппінах, що мали передувати вторгненню головних сил до затоки Лінгаєн на заході Лусону).
Невдовзі Куросіо повернувся на Палау, а вже 17 грудня 1941-го вирушив звідси у супроводі загону, який мав захопити Давао. Висадка відбулась 20 грудня та не зустріла серйозного спротиву. Існують дані, що в цій операції десантувався загін, створений із моряків Куросіо та легкого крейсера «Дзінцу».
23 грудня 1941-го Куросіо зазнав незначних пошкоджень від обстрілу з американського літака B-17. Тієї ж доби він разом зі ще трьома есмінцями своєї дивізії та легким крейсером «Дзінцу» рушив з Давао для прикриття десанту на острів Голо у філіппінському архіпелазі Сулу (тут планували створити базу для подальшого просування у нафтовидобувні регіони на сході острова Борнео). Висадка розпочалась наприкінці 24 грудня та вже вранці наступного дня Голо опинився в руках японців. Не пізніше перших чисел січня Куросіо повернувся у район Давао.
У першій декаді січня 1942-го 15-ту дивізію задіяли у прикритті десантної операції у районі Менадо на північно-східному півострові острова Целебес (Сулавесі), висадкова частина якої відбулася в ніч проти 11 січня.
З 21 січня 1942-го Куросіо брав участь у прикритті сил висадки в Кендарі на південно-східному півострові Целебесу, десантування на якому провели в перші години 24 січня.
Наприкінці січня 1942-го Куросіо разом з іншими есмінцями своєї дивізії провадив прикриття висадки на острів Амбон, десантування на який почалось у ніч на 31 число. На цей раз бої з союзними силами затягнулись на кілька діб і лише 3 лютого острів узяли під повний контроль.
6 лютого 1942-го 15-та дивізія все так же у повному складі була задіяна для операції по захопленню Макассару на південно-західному півострові Целебеса. Наприкінці 8 лютого, коли загін готувався до висадки, американський човен S-37 торпедував есмінець «Нацусіо». Куросіо узяв пошкоджений корабель на буксирі, при цьому третій есмінець з тієї ж дивізії «Оясіо» забезпечував ескорт. Втім, через погіршення погодних умов «Нацусіо» у підсумку виявився втраченим вранці 9 лютого.
У середині лютого 1942-го Куросіо задіяли для прикриття операції по оволодінню островом Тимор. У межах останньої 16—17 лютого з Амбону вийшли два транспортні загони, при цьому Куросіо та ще п'ять есмінців супроводжували той з них, що прямував до Купангу в західній, нідерландській, частині Тимору (всього у прикритті транспортів задіяли легкий крейсер та 9 есмінців). Висадка відбулась 20 лютого.
26 лютого 1942-го Куросіо разом з «Оясіо» вирушив з Купангу (західна частина Тимору) для супроводу групи постачання авіаносного з'єднання, що рушило у рейд в межах підтримки вторгнення на головний острів Нідерландської Ост-Індії — Яву. При цьому 5 березня ці есмінці потопили артилерією так і не ідентифіковане судно (японці класифікували його як мінний загороджувач), для чого Куросіо витратив 50 снарядів головного калібру. 11 березня Оясіо разом з авіаносним з'єднанням прибув до Старінг-Бей (затока неподалік Кендарі).
15—22 березня 1942-го Куросіо разом з двома іншими есмінцями 15-ї дивізії супроводжував зі Старінг-Бей на ремонт до Сасебо авіаносець «Кага» (останній брав участь у рейді на Яву, попри завдане йому ще за місяць до того при навігаційній аварії пошкодження, проте наразі японські авіаносці готувались до значно серйознішого походу в Індійський океан, а «Кага» не міг розвивати повний хід).
17 квітня 1942-го Куросіо рушив у складі своєї дивізії на Філіппіни. 18 квітня ці кораблі відізвали для протидії рейду Дуліттла, проте невдовзі Куросіо та «Оясіо» відновили свій рух на південь, 25 квітня вони заходили до Такао (наразі Гаосюн на Тайвані) для дозаправки, а 28 числа прибули до острова Панай у центральній частині Філіппінського архіпелагу (третій есмінець спершу супроводжував радянське судно «Клара Цеткін», а потім рушив для блокади Маніли, в районі якої ще тримались американські війська). На початку травня вони ескортували транспорти з військами для окупації Кагаяну (північне узбережжя острова Мінданао), а 9 травня прибули в район Маніли.
10 травня есмінці 15-ї дивізії вирушили для супроводу авіаносця «Сьокаку», який дістав пошкодження в битві у Кораловому морі та повертався через Філіппінське море до Японії під охороною двох есмінців. 12 травня Куросіо та інші кораблі зустрілись з «Сьокаку» західніше від Маріанських островів (після цього один з есмінців попереднього ескорту попрямував на Сайпан), а 17 травня весь загін досягнув Куре.
21—25 травня 1942-го в межах підготовки операції проти атола Мідвей Куросіо разом з іншими есмінцями 15-ї (а також 16-ї та 18-ї) дивізії пройшов з Куре на острів Сайпан (Маріанські острови), ескортуючи при цьому гідроавіаносці «Тітосе» та «Камікава-Мару». 28 травня есмінці вийшли з Сайпану, супроводжуючи транспорти з військами. Катастрофічна поразка авіаносного з'єднання в битві 4—5 червня під Мідвеєм призвела до скасування операції, після чого 13 червня Куросіо разом з іншими кораблями 15-ї дивізії, а також легким крейсером «Дзінцу» та 16-ю дивізією ескадрених міноносців прибув на Гуам (Маріанські острови).
Станом на останню декаду червня 1942-го Куросіо вже перебував у Японії. 26—28 червня він та ще один есмінець дивізії «Хаясіо» супроводжували гідроавіаносець «Тітосе» у рейсі до Тітідзіми (острови Огасавара), звідки «Тітосе» рушив 29 числа у зворотний рейс під охороною «Хаясіо», тоді як Куросіо дещо затримався біля острова.
16 липня 1942-го Куросіо та 6 інших есмінців вийшли для супроводу важких крейсерів «Кумано» та «Судзуя», що прослідували через Сінгапур до Бірми в межах підготовки до рейду у Індійський океан (невдовзі після виходу на островах Рюкю до них приєднались ще два есмінця охорони, а в Сінгапурі ще один). 29 липня під час слідування у Малаккській протоці загін був безрезультатно атакований нідерландським підводним човном O-23, після чого японський ескорт так само невдало контратакував глибинними бомбами. 30 липня крейсери з їх супроводом дістались до Мергуй (наразі М'єй на східному узбережжі Андаманського моря).
Втім, через тиждень союзники висадились на сході Соломонових островів, що започаткувало шестимісячну битву за Гуадалканал та змусило японське командування перекидати сюди підкріплення. Як наслідок, рейд до Індійського океану скасували і Куросіо разом зі тими ж трьома есмінцями вже 8 серпня 1942-го рушив для ескорту крейсерів до Мікронезії. Під час проходження повз Трук (велика японська база в центральній частині Каролінських островів) 21 серпня есмінці заходили на атол для дозаправки, після чого пішли наздогін за крейсерами для приєднання до сил флоту, зібраних з метою проведення конвою з підкріпленнями для Гуадалканалу. Рух конвою виявився остаточно перерваним 25 серпня унаслідок ударів літаків з островів Еспіриту-Санто та Гуадалканал (добою раніше транспортне угруповання перечікувало битву авіаносних з'єднань біля східних Соломонових островів), проте Куросіо продовжував перебувати в морі ще тривалий час, супроводжуючи сили адмірала Кондо (лінкори, крейсера), які патрулювали північніше від Соломонових островів.
29 вересня 1942-го Куросіо разом іншими есмінцями 15-ї дивізії вирушив з Труку для зустрічі гідроавіаносця «Ніссін». Останній прямував в район Кавієнгу (друга за значенням японська база у архіпелазі Бісмарка на північному завершенні острова Нова Ірландія), де мав зустрітись з ескортом для подальшого слідування на якірну стоянку Шортленд (прикрита групою невеликих островів Шортленд акваторія біля південного завершення острова Бугенвіль, де зазвичай відстоювались бойові кораблі та перевалювались вантажі для подальшої відправки далі на схід Соломонових островів).
3 жовтня 1942-го есмінці 15-ї дивізії вирушили у транспортний рейс до Гуадалканалу. Взагалі, в наступні місяці мало не найголовнішим завданням для Куросіо були транспортні рейси (доставка підкріплень та вантажів на швидкохідних есмінцях до району активних бойових дій стала типовою для японського флоту в кампанії на Соломонових островах). 6 жовтня дивізія Куросіо знов рушила до Гуадалканалу, в ніч на 7 число розвантажилась, а вже біля полудня була на Шортленді. Черговий рейс провели 9—10 жовтня, при цьому, окрім Куросіо, у ньому взяли участь ще 4 есмінці та 1 легкий крейсер, які в сукупності доправили майже вісім сотень бійців (під час цього походу один з есмінців групи зазнав пошкоджень при авіанальоті).
Далі настала кількатижнева перерва у транспортній діяльності Куросіо. 11 жовтня 1942-го він полишив стоянку Шортленд, щоб долучитись до головних сил, які тієї ж доби вийшли з Труку. 12 жовтня шість есмінців з Шортленду (в тому числі всі чотири із 15-ї дивізії — до її складу вже певний час як ввели «Кагеро») приєднались до загону адмірала Куріти, головну силу якого складали лінкори «Харуна» та «Конго». Останні у перші години 13 жовтня провели вдалий обстріл аеродрому Гендерсон-Філд, знищивши понад чотири десятки ворожих літаків. Після обстрілу загін Куріти повернувся до сил під командуванням адмірала Конде, які патрулювали північніше від Соломонових островів. 15 жовтня з них виділили ще один рейдовий загін із 2 важких крейсерів під охороною легкого крейсера та 7 есмінців (і в тому числі Куросіо), який в ніч на 16 жовтня також провів бомбардування аеродрому (втім, без такого успіху як попереднє). Далі Куросіо та «Хаясіо» перейшли до складу ескорту авіаносців «Хійо» та «Дзюнйо». 26 жовтня 1942-го під час битви біля островів Санта-Круз зазначені есмінці охороняли «Дзюнйо», а 30 жовтня прибули разом з ним на Трук.
Лише після проходження ремонту на Труці Куросіо 15 листопада рушив до Шортленду. Як наслідок, на відміну від інших есмінців своєї дивізії він не встиг узяти участь у вирішальній морській битві біля Гуадалканалу.
Невдовзі Куросіо ескортував транспорт Камо-Мару, який в ніч з 20 на 21 листопада 1942-го вивантажив батальйон піхотного полка та дві батареї зенітних гармат у Мунді на острові Нью-Джорджія в центральній частині Соломонових островів  (несприятливий розвиток подій на Гуадалканалі змусив японське командування узятись за облаштування тут нової бази). 27 листопада есмінець знову ескортував конвой до Мунди.
30 листопада 1942-го Куросіо разом зі ще 7 есмінцями вирушив у транспортний рейс до Гуадалканалу. На підході до острова їх перехопив ворожий загін, що призвело до бою біля Тассафаронга. Куросіо взяв участь у торпедній атаці та, не виключено, поцілив важкий крейсер USS Pensacola (ремонтувався протягом багатьох місяців). Втім, на це ж попадання претендував і есмінець «Оясіо».
Протягом першої половини грудня 1942-го Куросіо брав участь у ще трьох рейсах до Гуадалканалу — 3, 7 та 11 числа, при цьому другий з них був перерваний через атаку торпедних катерів (а у третьому вони потопили есмінець «Терудзукі»).
У середині місяця Куросіо прибув до Рабаулу (головна передова база японців у архіпелазі Бісмарка, з якої провадились операції на Соломонових островах та сході Нової Гвінеї), звідки 16 грудня 1942-го здійснив рейс для доставки підкріплень у Мунду. 24 грудня він виконав ще одне таке ж завдання.
1 січня 1943-го Куросіо перейшов з Рабаулу до стоянки Шортленд, а наступної доби взяв участь у новому транспортному рейсі до Гуадалканалу. 10 та 14 січня корабель здійснив чергові походи до цього острова, в яких виконував завдання із прикриття есмінців з вантажем.
22 січня 1943-го Куросіо супроводжував мінний загороджувач «Цугару» та торпедний човен «Хійодорі», які перевозили війська до затоки Реката-Бей на північному узбережжі острова Санта-Ісабель (тут, північніше від Нью-Джорджії, знаходилась база японської гідроавіації). 24 січня есмінець сам виконав рейс з підкріпленнями до Рекати.
28 січня 1943-го Куросіо разом з «Токіцукадзе» та «Сіраюкі» прикривав інші три есмінця, які перевозили війська на острови Расселл (між Гуадалканалом та Нью-Джорджією), а 1, 4 та 7 лютого охороняв есмінці, що здійснювали евакуацію японських військ з Гуадалканалу. При цьому під час рейсу 4 числа Куросіо зазнав незначних пошкоджень від авіанальоту.
10—15 лютого 1943-го Куросіо перейшов з Шортленда через Рабаул на Трук, а 16—22 лютого разом зі ще двома есмінцями він охороняв авіаносець «Дзюнйо», який прямував з Труку до Йокосуки для ремонту.
4—10 квітня 1943-го Куросіо та ще 3 есмінці супроводжували з Японії на Трук ескортні авіаносці «Тайо» і «Чуйо», які здійснювали доставку літаків, а також важкий крейсер «Тьокай». На підході до Труку американський підводний човен випустив чотири торпеди по «Тайо», проте через передчасне спрацьовування детонаторів японський корабель урятувався.
24—27 квітня 1943-го Куросіо разом зі ще двома есмінцями своєї дивізії попрямував до Рабаулу. 28 квітня 1943-го всі вони вийшли у рейс до Мунди, зайшли 29 числа на стоянку Шортленд і незадовго до опівночі цієї ж доби прибули до узбережжя Нью Джорджії. Тут есмінці передали персонал та вантаж на десантні баржі, прийняли з них майже три сотні осіб, які належало евакуювати, і вранці 30 квітня прибули на стоянку Шортленд, з якої майже одразу рушили далі до Буки (порт на однойменному острові біля протилежного, північного завершення Бугенвілю).
3 травня 1943-го Куросіо та два інші есмінці 15-ї дивізії повернулись з Буки на Шортленд, прийняли 350 військовослужбовців та вантаж і рушили до острова Коломбангара (західна частина архіпелагу Нью-Джорджія), де розвантажились у ніч проти 4 травня, а потім пройшли назад тим самим маршрутом.
7 травня 1943-го ці ж кораблі рушили з Буки в наступний рейс, маючи завдання доправити на Коломбангару понад 220 військовослужбовців та 18 тонн боєприпасів. Розвантажившись та прийнявши три сотні пасажирів, есмінці розпочали зворотний перехід, при цьому командир загону вирішив пройти через протоку Блеккет. У останній лише за добу до того американці виставили мінне поле, на якому послідовно підірвалися всі кораблі японського загону — спершу «Оясіо», потім «Кагеро» і останнім «Куросіо» (японці гадали, що їх атакує підводний човен, чому й продовжували курсувати в районі мінного загородження). Якщо перші два кораблі протримались на воді ще доволі довго, то Куросіо вибухнув та швидко затонув, загинули 83 члени екіпажу. Вночі 9 травня до району загибелі есмінців 15-ї дивізії (на той час затонули вже всі три кораблі) прибули есмінці «Хагікадзе» та «Умікадзе», які провели рятувальні роботи.